# П'єр Вебо
П'єр Вебо (фр. Pierre Webó, нар. 20 січня 1982, Бафусам) — камерунський футболіст, нападник турецького «Османлиспора» та національної збірної Камеруну.

## Клубна кар'єра
У дорослому футболі дебютував 1999 року виступами за команду гамбійського клубу «Реал Банжул», в якій провів один сезон. 
Своєю грою за цю команду привернув увагу представників тренерського штабу уругвайського «Насьйоналя», до складу якого приєднався 2000 року. Відіграв за команду з Монтевідео наступні три сезони своєї ігрової кар'єри, лише на третій рік ставши досить регулярно потрапляти до основного складу команди. Наприкінці свого перебування в Уругваї став одним з головних бомбардирів «Насьйоналя», маючи середню результативність на рівні 0,71 голу за гру першості.
Протягом 2002—2011 років грав в Іспанії, де спочатку захищав кольори «Леганеса», а 2003 року уклав контракт з клубом «Осасуна», у складі якого провів наступні чотири роки своєї кар'єри гравця. З 2007 року чотири сезони грав за «Мальорку».
2011 року перебрався до Туреччини, уклавши контракт з клубом «Істанбул ББ», після чого виступав в турецьких клубах «Фенербахче» та «Османлиспор».

## Виступи за збірну
2003 року дебютував в офіційних матчах у складі національної збірної Камеруну. Наразі провів у формі головної команди країни 54 матчі, забивши 18 голів.
У складі збірної був учасником Кубка африканських націй 2006 року, чемпіонату світу 2010 року, а також Кубка африканських націй 2010 року.
2 червня 2014 року головний тренер збірної Камеруну Фолькер Фінке включив досвідченого нападника до заявки команди для участі у фінальній частині чемпіонату світу 2014 у Бразилії.

## Досягнення
Командні
- Чемпіон Уругваю (2): 2001, 2002
- Фіналіст Кубку Іспанії (1): 2004-05
- Володар Кубку Туреччини (1): 2012-13
- Чемпіон Туреччини (1): 2013-14
- Володар Суперкубка Туреччини (1): 2014

Особисті
- Найкращий бомбардир Південноамериканського кубка: 2002 (4 голи, разом із Родріго Астудільйо та Гонсало Галіндо)